# Tịnh Hà
Tịnh Hà là thị trấn huyện lỵ của huyện Sơn Tịnh, tỉnh Quảng Ngãi, Việt Nam.

## Địa lý
Thị trấn Tịnh Hà có vị trí địa lý:
- Phía đông giáp thành phố Quảng Ngãi
- Phía tây giáp xã Tịnh Sơn
- Phía nam giáp thành phố Quảng Ngãi và huyện Tư Nghĩa
- Phía bắc giáp xã Tịnh Bình và xã Tịnh Thọ.

Thị trấn Tịnh Hà có diện tích 20,18 km², dân số năm 2023 là 18.881 người, mật độ dân số đạt 935 người/km².

## Hành chính
Thị trấn Tịnh Hà được chia thành 11 tổ dân phố: Hà Nhai Bắc, Hà Nhai Nam, Thọ Lộc Bắc, Hà Trung, Lâm Lộc Bắc, Lâm Lộc Nam, Hà Tây, Ngân Giang, Thọ Lộc Tây, Thọ Lộc Đông, Trường Xuân.

## Lịch sử
Ngày 4 tháng 12 năm 2023, UBND tỉnh Quảng Ngãi ban hành Quyết định số 1799/QĐ-UBND về việc công nhận đô thị mới Sơn Tịnh (bao gồm toàn bộ xã Tịnh Hà và một phần của xã Tịnh Sơn) đạt tiêu chuẩn đô thị loại V.
Tính đến ngày 31 tháng 12 năm 2023, xã Tịnh Hà có 19,81 km² diện tích tự nhiên, quy mô dân số là 18.234 người và 11 thôn: Hà Nhai Bắc, Hà Nhai Nam, Thọ Lộc Bắc, Hà Trung, Lâm Lộc Bắc, Lâm Lộc Nam, Hà Tây, Ngân Giang, Thọ Lộc Tây, Thọ Lộc Đông, Trường Xuân.
Ngày 14 tháng 11 năm 2024, Ủy ban Thường vụ Quốc hội ban hành Nghị quyết số 1279/NQ-UBTVQH15 về việc sắp xếp đơn vị hành chính cấp xã của tỉnh Quảng Ngãi giai đoạn 2023 – 2025 (nghị quyết có hiệu lực từ ngày 1 tháng 1 năm 2025). Theo đó, thành lập thị trấn Tịnh Hà thuộc huyện Sơn Tịnh – thị trấn huyện lỵ của huyện Sơn Tịnh trên cơ sở toàn bộ 19,81 km² diện tích tự nhiên, quy mô dân số là 18.234 người của xã Tịnh Hà và điều chỉnh 0,37 km² diện tích tự nhiên, quy mô dân số là 647 người của xã Tịnh Sơn.
Thị trấn Tịnh Hà có 20,18 km² diện tích tự nhiên và quy mô dân số là 18.881 người.
Ngày 25 tháng 12 năm 2024, UBND tỉnh Quảng Ngãi ban hành Quyết định số 1636/QĐ-UBND về việc:
- Chuyển thôn Trường Xuân tổ dân phố Trường Xuân.
- Chuyển thôn Thọ Lộc Đông thành tổ dân phố Thọ Lộc Đông.
- Chuyển thôn Thọ Lộc Tây thành tổ dân phố Thọ Lộc Tây
- Chuyển thôn Thọ Lộc Bắc thành tổ dân phố Thọ Lộc Bắc.
- Chuyển thôn Hà Nhai Nam thành tổ dân phố Hà Nhai Nam.
- Chuyển thôn Hà Nhai Bắc thành tổ dân phố Hà Nhai Bắc.
- Chuyển thôn Hà Trung thành tổ dân phố Hà Trung.
- Chuyển thôn Ngân Giang thành tổ dân phố Ngân Giang.
- Chuyển thôn Lâm Lộc Nam thành tổ dân phố Lâm Lộc Nam.
- Chuyển thôn Lâm Lộc Bắc thành tổ dân phố Lâm Lộc Bắc.
- Chuyển thôn Hà Tây thành tổ dân phố Hà Tây.